# Need for Speed Heat
Need for Speed Heat é um jogo eletrônico de corrida desenvolvido pela Ghost Games e publicado pela Electronic Arts para Microsoft Windows, PlayStation 4 e Xbox One. Esse é o vigésimo-quarto jogo de série Need for Speed e comemorar o aniversário de 25 anos da série. O jogo foi revelado com um trailer lançado no dia 14 de agosto de 2019, seguido por um trailer de gameplay lançado em 20 de agosto de 2019. Foi lançado em 8 de novembro de 2019. A 9 de junho, o jogo recebeu cross-play com todas as plataformas.

## Jogabilidade
Need for Speed Heat é um jogo de corrida de mundo aberto ambientado em uma cidade conhecida como Palm City, uma versão ficcional da cidade de Miami, Florida. Diferente de Need for Speed Payback, Heat não tem um ciclo de 24 horas com dia e noite, no entanto os jogadores podem alternar entre dia e noite. Durante o dia, os jogadores podem participar de eventos de corrida sancionados, que recompensam os jogadores com dinheiro para gastar em carros novos e upgrades. Eles também podem participar de corridas de rua ilegal na noite, que concede aos jogadores REP. Quanto mais REP você ganha, mais agressiva a polícia será durante a noite, os jogadores devem escapar da polícia e voltar ao seu esconderijo antes de serem presos ou antes que seu carro seja destruído.
O jogo tem 127 carros de 33 marcas diferentes com a Ferrari retornando a série após se ausentar no Payback devido a problemas de licenciamento. Ao contrário do Payback, as atualizações de desempenho não são mais recebidas em Speedcards aleatórios e são desbloqueadas por REP e corridas ganhas. O jogo não tem lootboxes ou microtransações, entretanto, economizadores de tempo estão disponíveis para desbloquear o conteúdo mais rapidamente, como conteúdo para download pago.
Em 19 de agosto de 2019, a Electronic Arts lançou o aplicativo NFS Heat Studio para dispositivos iOS e Android. Os usuários podem colecionar e customizar seus carros que podem ser importados para o jogo principal após seu lançamento.